# Зедничкова, Луция
Луция Зедничкова (урождённая Бартова, чеш. Lucie Zedníčková, Lucie Bártová-Zedníčková) — чешская актриса театра, кино и телевидения.

## Биография
Луция Зедничкова родилась 15 ноября 1968 года в Праге. Дебютировала в фильме в детстве, в 1979 г. 

## Избранная фильмография
- 1979 — Любовь между каплями дождя / Lásky mezi kapkami deště
- 1980 — Просто свисток / Jen tak si trochu písknout
- 1982 — Третий принц / Třetí princ
- 1983 — Левое крыло / Levé křídlo
- 1989 — Prstienky z kukučiny
- 1989 — Všechny krásy života
- 1990 — Дым / Kour
- 1991 — Молодежь на продажу / Mládí na prodej
- 1991 — Принцесса за дукат / Princezna za dukát
- 1991 — Принц-лягушка / Žabí princ
- 1992 — Helimadoe
- 1993 — Kanárská spojka
- 1993 — Perfektní manžel
- 1994 — Saturnin
- 1997 — Smrtící oheň
- 2000 — Dopisy v krajkách
- 2001 — Nikdo neměl diabetes
- 2003 — Dobrodružný / Das Siebte Foto
- 2006 — Škodná
- 2008 — Могильщик / Hrobník
- 2012 — Stín smrtihlava